# Ferdinand Klostermann
Ferdinand Klostermann (* 21. März 1907 in Steindorf bei Straßwalchen; † 22. Dezember 1982 in Wien) war ein österreichischer römisch-katholischer Theologe. Er wirkte als Pastoraltheologe und Konzilstheologe.

## Leben
Ferdinand Klostermann studierte in Linz Theologie und wurde am 29. Juni 1929 zum Priester geweiht. Von 1930 bis 1938 war er Kaplan in Grein an der Donau und in Bad Ischl. 1936 promovierte er an der Universität Graz. Er war bischöflicher Sekretär und Diözesanseelsorger für höhere Schüler. 1942 erlitt er eine Gestapohaft im Polizeigefängnis in Linz und erhielt eine Verbannung nördlich der Mainlinie und nahm bis 1945 eine pastorale Tätigkeit in Berlin St. Agnes auf. Nach 1945 wurde er Mitarbeiter im Linzer Seelsorgeamt und Seelsorger für die Jugend, Studenten und Akademiker der Diözese Linz. 1960 wurde er zum Mitglied der päpstlichen Kommission für Laienapostolat zur Vorbereitung des II. Vatikanum ernannt und gleichzeitig Professor für Pastoraltheologie an der Universität Wien.
Michael Pfliegler nannte Klostermanns "Das Christliche Apostolat" von 1965 "das theologische Standardwerk des Laienapostolates." Es umfasst mehr als 1.200 Seiten und wurde als Handbuch rezipiert.
1966 wurde er Konsultor der päpstlichen nachkonziliaren Kommission für Laienapostolat. Klostermann war Mitarbeiter der Internationalen Zeitschrift für Theologie Concilium und Mitredakteur der Internationalen Zeitschrift für die Praxis der Kirche Diakonia.

## Publikationen
- Das christliche Apostolat. 1962.
- Müssen die Priester aussterben? Überlegungen zur Überwindung der derzeitigen Amtskrise der katholischen Kirche. Priestermangel, Veritas-Buch-Reihe Nr. 33, Wien Linz Passau 1976 (?), ISBN 3-85329-105-8.
- Der Papst aus dem Osten. 1981.
- Ich weiß, wem ich geglaubt habe. 1987.